# 三八水库
三八水库是中国吉林省松原市乾安县境内的一座水库，位于西南渭涝区下游，建于1975年。水库正常库容为400万立方米，集雨面积为335平方千米，海拔为142.28米。